# Meszno (Opole)
Pour les articles homonymes, voir Meszno.
Meszno est une localité polonaise de la voïvodie d'Opole et du powiat de Nysa.